# 乌尔卡

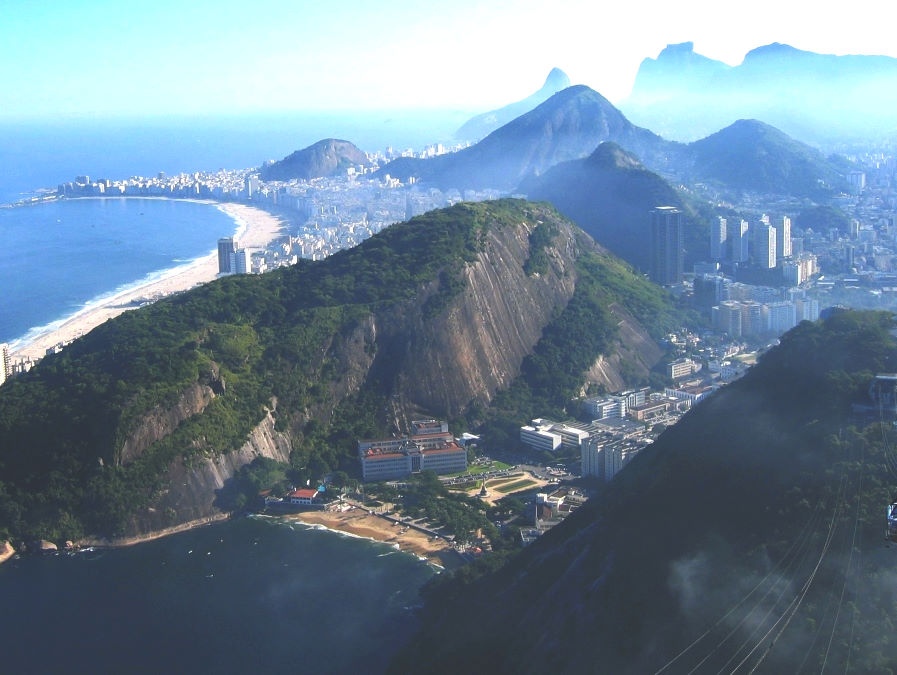
从糖面包山俯瞰

乌尔卡（Urca）是巴西里约热内卢一个传统和富有的住宅区，拥有近7000名居民（2000人口统计）。该区的大部分历史从1920年代开始，但是有一部分非常古老。现在所谓的圣若昂堡，糖面包山脚下的一个军事基地，是1565年3月1日该市第一个葡萄牙居民点所在之处。法国人在12年前已经到达，建立了殖民地France Antarctique，靠近今天的弗拉门戈和Gloria区。法国人内部天主教徒和新教徒之间因纷争而四分五裂， 被葡萄牙人及其印第安盟友屠杀，从这里受到有组织的攻击，被驱逐到附近的Villegagnon岛（以法国指挥官尼古拉斯·杜兰德Nicolas Durand de Villegaignon命名）。这条街现在叫圣塞巴斯蒂昂街，在乌尔卡，从堡垒后面通往乌尔卡赌场，最初是从葡萄牙堡垒沿着糖面包山和一座小山所在的半岛，掠过大海的边缘到大陆，的一条小径。圣塞巴斯蒂昂街 因而声称自己是里约热内卢最古老的街道。

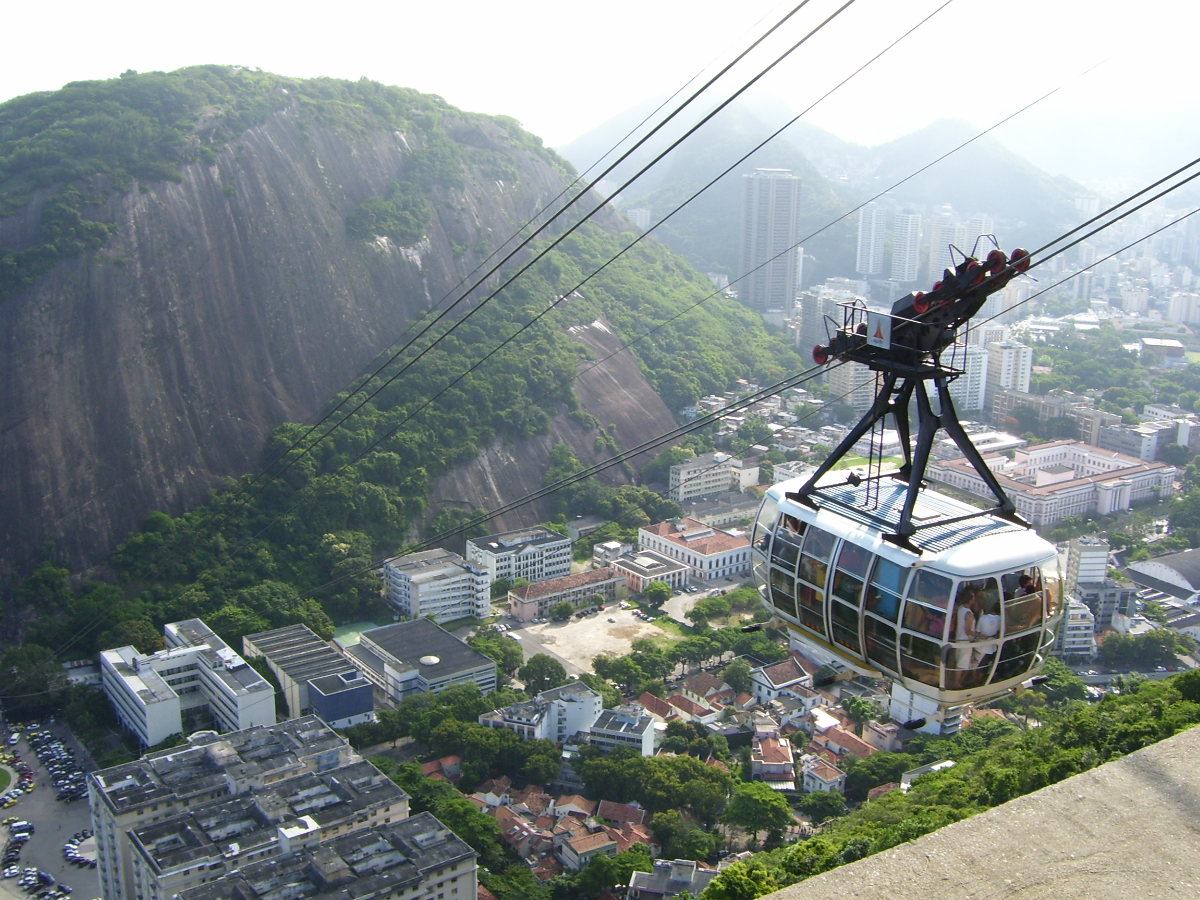
糖面包山和缆车